# Bông Bắc Cực
Eriophorum callitrix còn được biết đến trong tiếng Anh như là Arctic cotton (nghĩa đen: bông Bắc Cực) hay Arctic cottongrass (nghĩa đen: cỏ bông Bắc Cực) là loài thực vật có hoa trong họ Cói. Loài này được Carl Anton von Meyer mô tả khoa học đầu tiên năm 1831, hoa này nở vào giữa mùa hè. Loại hoa này từng được người Eskimo dùng làm bấc nến, hoa còn được thu thập rồi phơi khô, cuộn với mỡ hải cẩu, mỡ tuần lộc để làm đèn sưởi. Loại hoa khô trắng muốt như bông thu hút khách ở Hà Nội dịp cận Tết bởi vẻ đẹp lạ, phù hợp với kiểu nội thất châu Âu. Hoa cotton thực chất là một loại hoa cỏ nhập khẩu, bông hoa được tạo thành từ những sợi bông mịn cuộn chặt vào nhau. Mỗi cành hoa thường có 8-10 bông trắng như tuyết.